# Götzenaltar

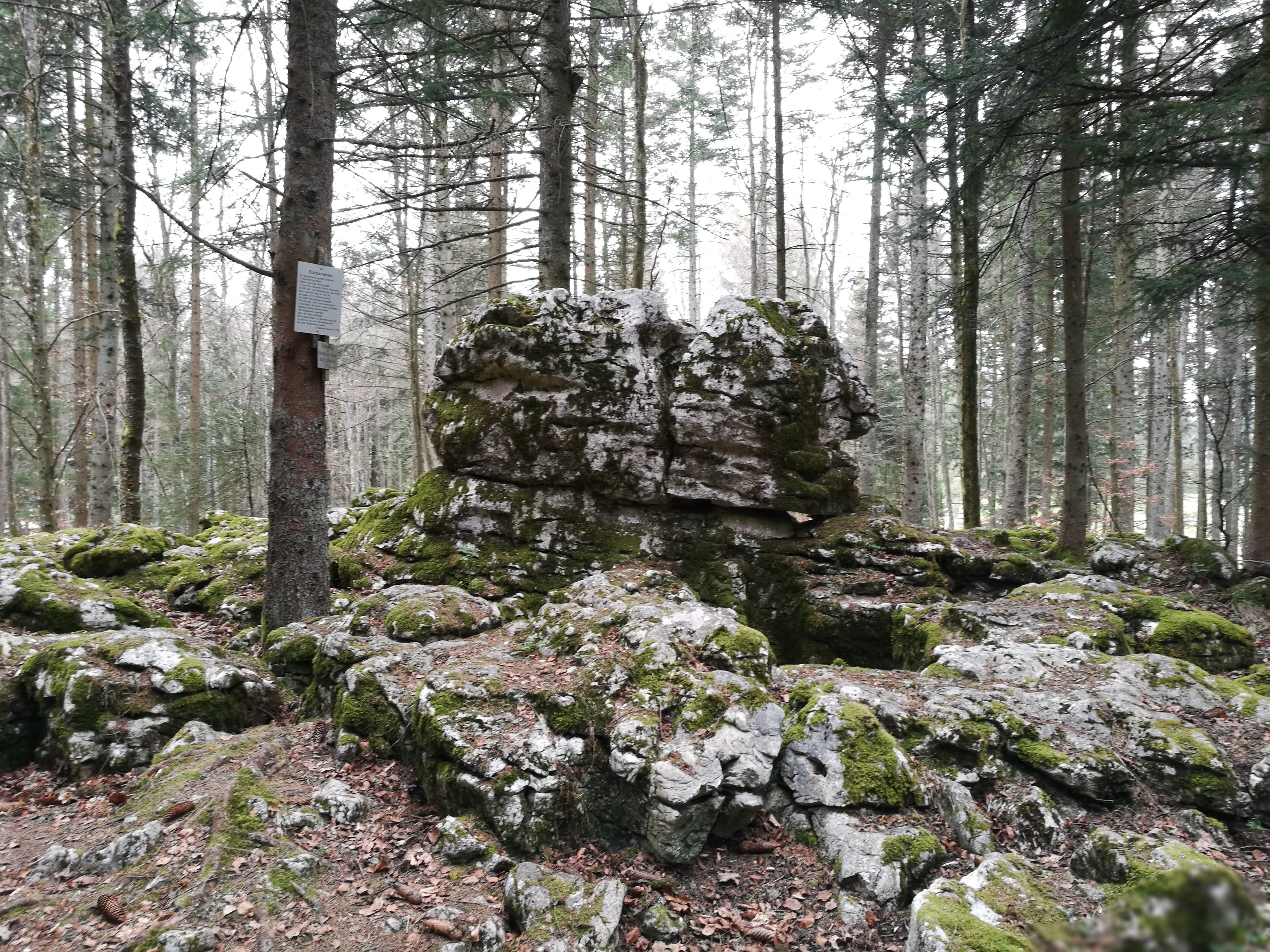
Markanter, gespaltener Felsblock

Der Götzenaltar ist ein markanter Ort auf der Gemarkung der Gemeinde Böttingen (Landkreis Tuttlingen, Baden-Württemberg) im Gewann Zahnholz.

## Beschreibung
Die Anlage liegt versteckt in einem Waldgebiet zwischen Böttingen und Königsheim und besteht aus einem gespaltenen Felsblock aus Kalkstein mit umliegenden bizarr geformten Felsbrocken und einer Gruppe von Grabhügeln.
Der Spalt im Felsblock verläuft ungefähr in Nord-Süd-Richtung.

## Geschichte

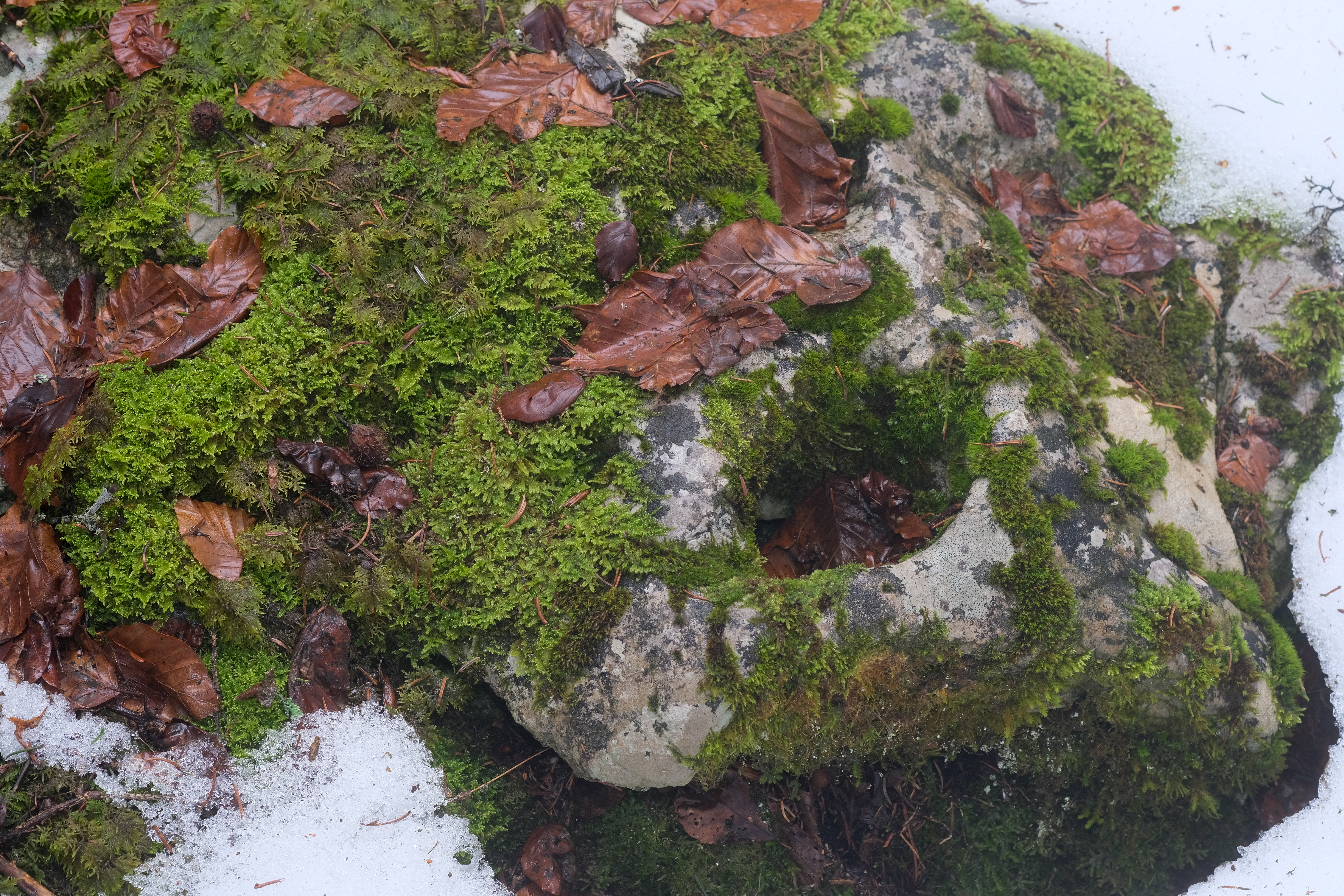
Schalenstein

1939 wurden bei Schürfungen Scherben eines Topfes mit Kerbverzierungen unter dem Rand entdeckt. Je nach Quelle werden die Keramikfunde auf die Urnenfelderkultur der späten Bronzezeit oder auf die frühe Hallstattkultur datiert. Die Funde weisen auf den wiederholten Besuch von Menschen hin. Es wird vermutet, dass der Ort in früherer Zeit als Opferstätte oder Kultstätte genutzt wurde. Für diese Annahme spricht auch ein nur wenige Meter vom Götzenaltar entfernter Schalenstein. Gemäß der Ortschronik von Böttingen wurden hier im Mittelalter Hinrichtungen durchgeführt.

## Archäologische Fundstellen in der Umgebung
Auch im Bereich des Alten Berges wurden zahlreiche Hügelgräber entdeckt und eines davon 1948 geöffnet. Weitere Funde gab es am Heidentor in Egesheim und am Sandbühl in Bubsheim.